# Kileler
Kileler (griego: Κιλελέρ) es un municipio de la República Helénica perteneciente a la unidad periférica de Larisa de la periferia de Tesalia.
El municipio se formó en 2011 mediante la fusión de los antiguos municipios de Armenio, Kileler, Krannonas, Níkaia y Platýkampos, que pasaron a ser unidades municipales. Aunque existe un pueblo llamado Kileler en la unidad municipal homónima, la capital municipal es Níkaia. El municipio tiene un área de 976,3 km², de los cuales 147,35 pertenecen a la unidad municipal de Kileler.
En 2011 el municipio tenía 20 854 habitantes, de los cuales 2038 vivían en la unidad municipal de Kileler.
La localidad se ubica junto a la carretera E75, a medio camino entre Larisa y Volos.